# HETE
HETE（高エネルギートランジェント天体探査機、英: High Energy Transient Explorer）は小型宇宙望遠鏡。日本、アメリカ合衆国、フランスの3カ国による国際協力の下製作された。主な目的は紫外線、X線、ガンマ線を用いたガンマ線バーストの多波長観測。1号機が打ち上げに失敗したため、1号機のフライトスペアー品を用いた2号機が打ち上げられた。
最大の特徴は、HETEがガンマ線バーストを検出した際、その観測結果が直ちに赤道上に配置した地上の受信局に送られる事である。計画はマサチューセッツ工科大学が主導した。

## HETE-1
HETE-1は1996年11月4日、アルゼンチンの SAC-B衛星とともに、バージニア州のWallop島からペガサスロケットにより打ち上げられた。ロケットは予定した軌道に達したが、ロケットの第3ステージのバッテリーに不調があり、爆薬ボルトが作動せず、2つの衛星は打ち上げに失敗した。

## HETE-2
HETE-2は2000年10月9日に打ち上げられた。HETE-1とよく似ていたが、紫外線カメラが取り除かれ、軟X線カメラが取り付けられた。これは当初からある広視野X線モニターより高精度でバーストの位置検出ができた。別名エクスプローラー79号。運用終了は2007年3月末。